# Třída Borodino
Třída Borodino byla třída bitevních křižníků stavěných za první světové války pro Ruské carské námořnictvo. Žádná ze čtyř lodí rozestavěných roku 1912 nebyla dokončena. Později byly sešrotovány.

## Pozadí vzniku

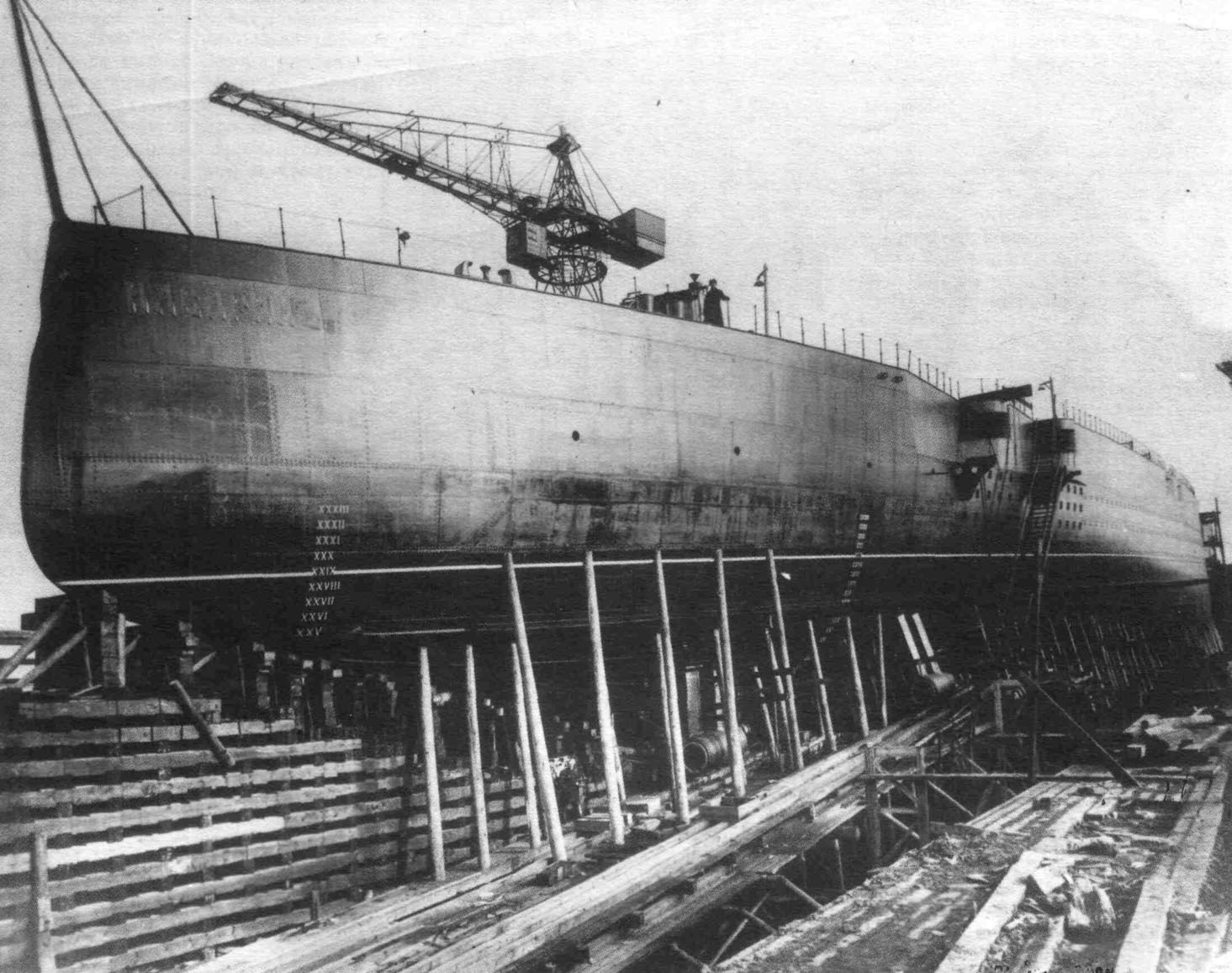
Navarin v roce 1916

Objednány byly čtyři jednotky této třídy. Stavba všech byla zahájena roku 1912. Hotové trupy byly na vodu spuštěny v letech 1915–1916. Poté se ale práce na nich zastavily, protože byla stavba příliš vyčerpávající pro válkou vyčerpanou ekonomiku. Stavba měla být obnovena po válce. Trupy bitevních křižníků Borodino, Kinburn a Navarin byly sešrotovány roku 1923. V případě Izmailu práce v omezené míře pokračovaly až do roku 1918.
Po skončení ruské občanské války se nějakou dobu uvažovalo o dokončení Izmailu. Na něm práce pokročily ze všech lodí nejdále. V polovině 20. let byl dokonce zvažován projekt přestavby Izmailu na letadlovou loď (konkurenční projekt navrhoval přestavět bitevní loď Frunze). V takovém případě by plavidlo mělo silně pancéřované boky a letovou palubu a neslo by okolo 75 letadel. Ambiciózní přestavba ale nebyla v silách válkou rozvráceného sovětského hospodářství. Nakonec byl roku 1931 sešrotován i Izmail.
Jednotky třídy Borodino:
| Jméno    | Založení kýlu | Spuštěna          | Osud             |
| -------- | ------------- | ----------------- | ---------------- |
| Borodino | 1912          | 1. července 1915  | Sešrotována 1923 |
| Izmail   | 1912          | 17. června 1915   | Sešrotována 1931 |
| Kinburn  | 1912          | 30. října 1915    | Sešrotována 1923 |
| Navarin  | 1912          | 9. listopadu 1916 | Sešrotována 1923 |

## Konstrukce

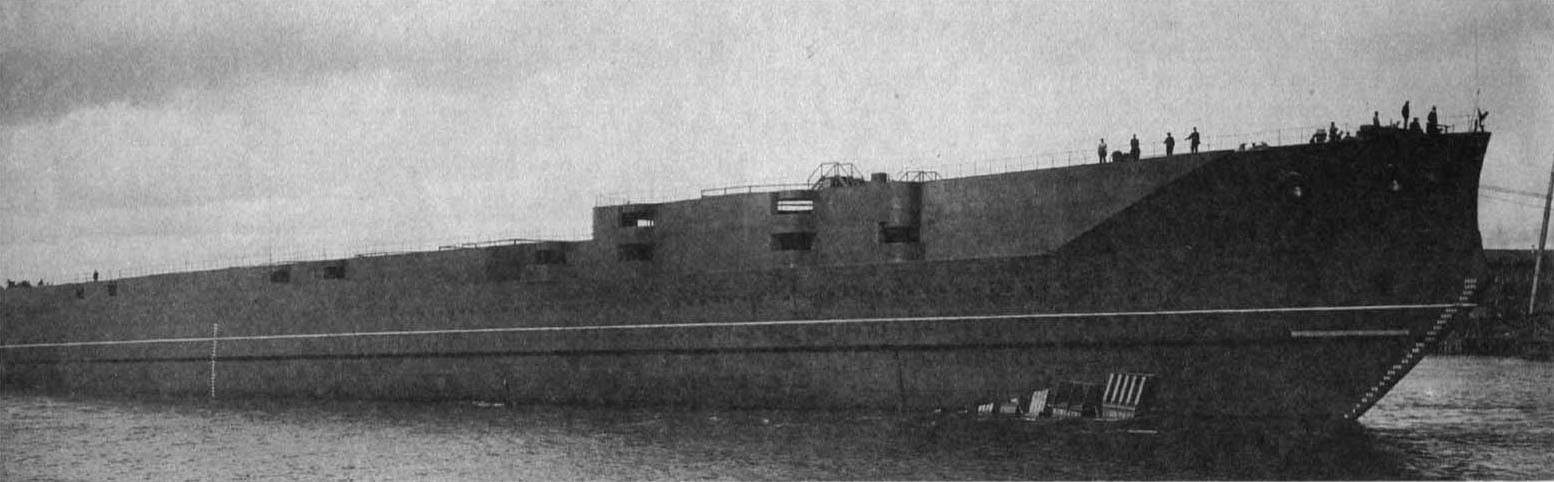
Borodino v roce 1915

Hlavní výzbroj mělo tvořit dvanáct 356mm kanónů ve čtyřech třídělových věžích stojících v ose lodi. Sekundární výzbroj tvořilo dvacet čtyři 130mm kanónů umístěných v kasematech. Lehkou výzbroj představovalo osm 75mm kanónů a čtyři 63mm kanóny. Lodě rovněž měly nést šest 533mm torpédometů. Plánovaná nejvyšší rychlost byla 29 uzlů.